# 三灶日本文字摩崖
三灶日本文字摩崖是位于中华人民共和国广东省珠海市金湾区三灶镇轎頂山的石刻，為1939年至1940年姬野定男、河野久吉等44名日軍人員在三灶航空基地丧生後，當地日軍為其於巨石銘文紀念而成，並於日後成為日軍侵略當地的證據。
1994年8月23日，該石刻被公布为珠海市第五批文物保护单位。2013年3月5日，公布为第七批全国重点文物保护单位。